# Emil Grădinescu
Emil Grădinescu (n. 8 octombrie 1959, Focșani, Vrancea, România) este un jurnalist sportiv român, în prezent comentator sportiv la Prima Sport. A mai lucrat la TVR, Antena 1, Eurosport și Orange Sport. A câștigat de 5 ori premiul TV Mania acordat celui mai bun comentator sportiv (2001, 2002, 2003, 2009 și 2010). A comentat meciurile României în 2016 la Campionatul European din Franța.

## Activitate profesională
După absolvirea Facultății de Cibernetică, Emil Grădinescu s-a angajat la departamentul sportiv al postului public de televiziune, unde a lucrat până în 2008. La sfârșitul anilor '90 a avut o scurtă perioadă în care a lucrat pentru postul Antena 1 (iulie 1999 - martie 2001). Vorbește fluent limbile engleză și maghiară.
A comentat numeroase evenimente sportive importante, dintre care pot fi amintite Campionatele Mondiale de fotbal din 1994, 1998, 2002 și 2006, Campionatele Europene de fotbal din 1992, 1996,2004, 2008, 2012 și 2016, Jocurile Olimpice din 1992, 1996, 2004 și 2012, precum și alte competiții interne și internaționale.. A comentat la TVR peste 50 de meciuri ale echipei naționale de fotbal, iar din iunie 2022 comentează din nou aceste meciuri la PrimaTV împreună cu Costi Mocanu.
Activitatea sa a fost răsplătită atât de asociațiile jurnalistice specializate cât și de publicul telespectator. Astfel, Asociația Presei Sportive i-a decernat Premiul de televiziune în anii 2000 și 2002, iar cititorii revistei TV Mania l-au declarat de 5 ori cel mai bun comentator sportiv.
În prezent, lucrează pentru Prima Sport. Comenteaza meciuri din SuperLiga României, Liga Campionilor, Premier League, Primera Division, Bundesliga, Serie A.

## Viață personală
Emil Grădinescu este căsătorit cu artista Carmen Trandafir. A avut o relație cu cântăreața Laura Stoica. 
Este prieten apropiat cu Virgil Ianțu și Vlad Enăchescu.
Cântă la tobe și chitară, îi place să asculte muzica jazz-rock.
Scriitorul său preferat este Ernest Hemingway, iar cartea sa preferată este Fiesta. În domeniul cinematografiei, jurnalistul se declară impresionat de filmul lui Al Pacino Parfum de femeie și îi apreciază pe actorii Mads Mikkelsen si Tom Hardy.
Declară că cel mai trăznit lucru pe care l-a făcut până acum a fost pilotarea unui avion.